# نونا بوغوسیان
نونا بوغوسیان (ارمنی: Նոնա Պողոսյան؛ انگلیسی: Nona Poghossian؛ زادهٔ ۶ مارس ۱۹۶۲ - درگذشته ۲۴ دسامبر ۲۰۲۴) شاعر و نویسنده اهل ارمنستان بود.

## زندگی‌نامه
وی در ۶ مارس ۱۹۶۲ در سارناغبیور به دنیا آمد و از دانشگاه ملی پلی‌تکنیک ارمنستان (۱۹۸۴) فارغ‌التحصیل گشت. از سال ۲۰۰۷ عضو اتحادیه نویسندگان ارمنستان بود وی در ۱۴ دسامبر ۲۰۲۴ در سن ۶۲ سالگی درگذشت.